# Vincent Kirabo Amooti
Vincent Kirabo Amooti (ur. 1 października 1955 w Kyanaisoke) – ugandyjski duchowny rzymskokatolicki, od 2016 biskup Hoimy.

## Życiorys
Święcenia kapłańskie otrzymał 9 września 1979 i został inkardynowany do diecezji Hoima. Pracował w seminariach duchownych w Hoimie (niższe seminarium), Gulu oraz w Kampali. Był także m.in. dyrektorem kurialnej komisji ds. powołań, administratorem finansowym diecezji oraz proboszczem w Buseesie.
30 listopada 2015 został prekonizowany biskupem Hoimy. Sakry biskupiej udzielił mu 28 lutego 2016 abp Paul Bakyenga.